# La Palud-sur-Verdon
 La Palud-sur-Verdon  es una población y comuna francesa, situada en la región de Provenza-Alpes-Costa Azul, departamento de Alpes de Alta Provenza, en el distrito de Digne-les-Bains y cantón de Moustiers-Sainte-Marie.

## Enlaces externos

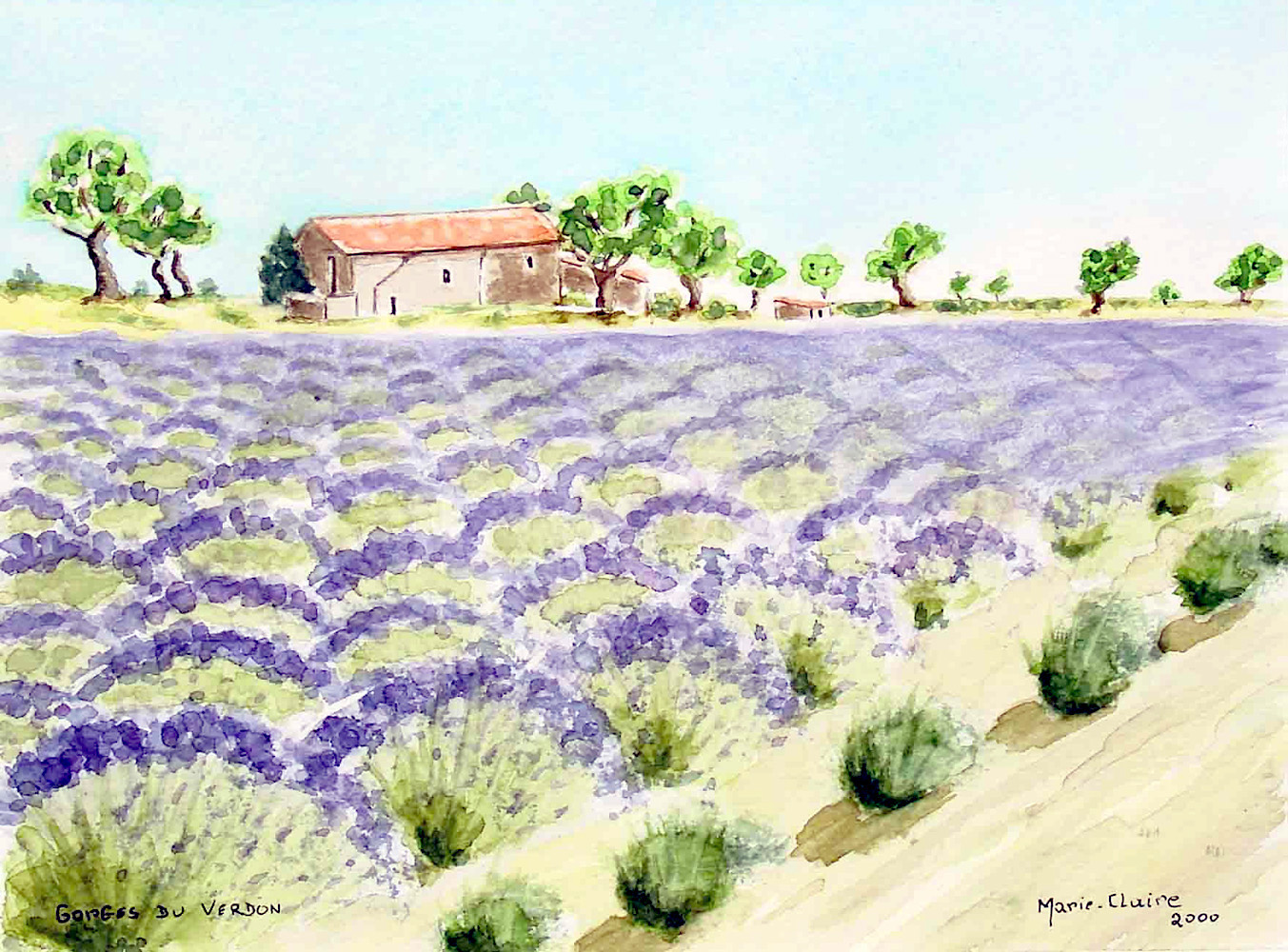
Campo de lavanda del pueblo.

## Demografía
| 206 | 172 | 152 | 172 | 243 | 297 |
| Para los censos de 1962 a 1999 la población legal corresponde a la población sin duplicidades (Fuente: INSEE [Consultar]) |     |     |     |     |     |